# Herodion (imię)
Herodion – imię męskie pochodzenia greckiego, genetycznie zdrobnienie imienia Heroides, które prawdopodobnie oznacza „pieśń bohatera” od ‘ηρως (heros) „bohater, wojownik” w połączeniu z ωιδη (oide) „pieśń, oda”. Najbardziej znaną postacią o tym imieniu jest Herodion, postać biblijna i święty katolicki oraz prawosławny. Od tego imienia (: Irodion) powstała staroruska forma skrócona (zdrobniała, spieszczona) Rodion, utworzona za pomocą popularnej w imiennictwie zarówno ruskim, jak i polskim techniki ucinania nagłosu.
Herodion imieniny obchodzi 8 kwietnia.
Osoby noszące imię Herodion:
- Rodion Akulszyn (1896–1988) – radziecki pedagog, publicysta i pisarz, propagandysta Rosyjskiej Armii Wyzwoleńczej podczas II wojny światowej, emigrant
- Rodion Cămătaru (ur. 1958) – rumuński piłkarz grający na pozycji napastnika
- Rodion Gataullin (ur. 1965) – rosyjski lekkoatleta; skoczek o tyczce
- Irodion Iłojezierski (zm. 1541) – święty mnich Rosyjskiego Kościoła Prawosławnego
- Rodions Kurucs (ur. 1998) – łotewski koszykarz
- Rodion Łuka (ur. 1972) – ukraiński żeglarz sportowy, srebrny medalista olimpijski z Aten
- Rodion Malinowski (1898–1967) – radziecki dowódca wojskowy, marszałek Związku Radzieckiego
- Rodion Siemionow (1891–1938) – radziecki polityk
- Rodion Szczedrin (ur. 1932) – radziecki i rosyjski kompozytor, pianista
- Irodion (Żurakowski) (zm. 1735) – biskup Rosyjskiego Kościoła Prawosławnego, pochodzenia ukraińskiego

Postaci fikcyjne noszące imię Herodion:
- Rodion Raskolnikow – bohater powieści Zbrodnia i kara